# Peter Taylor (ur. 1953)
Peter John Taylor (ur. 3 stycznia 1953) – angielski piłkarz występujący na pozycji skrzydłowego. 4-krotny reprezentant Anglii. Po zakończeniu kariery piłkarskiej został trenerem.